# Ә
Ә (minuskule ә) je písmeno cyrilice. Jeho tvar se v minuskulní i majuskulní variantě shoduje s tvarem písmena Ə v latince. Je používáno v baškirštině, v chakaštině, v kalmyčtině, v kazaštině, a v tatarštině, kde zachycuje hlásku v němčině zapisovanou jako ä, v dunganštině, kde zachycuje hlásku [ ɤ ], v abcházštině, kde reprezentuje labializaci předcházející souhlásky. Dále se používá v chantyjštině, mansijštině, v itelmenštině.
Variantou písmena je písmeno Ӛ.